# Смирнов, Николай Николаевич (биолог)
 Никола́й Никола́евич Смирно́в (7 января 1928 или 1 июля 1928, Москва — 20 ноября 2019) — советский и российский гидробиолог, карцинолог. Доктор биологических наук (1968).

## Биография
Родился 7 января 1928 года. В 1950 году окончил ихтиологический факультет Института рыбной промышленности и экономики. Кандидатская диссертация была посвящена биологии и культивированию протококковых водорослей. После защиты диссертации руководил музеем института. После переезда в 1957 году института из Москвы в Калининград Смирнов переехал в Борок и работал в Институте биологии внутренних вод в лаборатории Филарета Дмитриевича Мордухай-Болтовского. После окончания Московского государственного педагогического института иностранных языков стал активно выезжать в зарубежные командировки. В 1966—1968 годах работал в Институте пресноводного рыбного хозяйства. В 1968 году защитил докторскую диссертацию на тему «Сравнительная и функциональная морфология хидорид (Cladocera)» и в этом же году перешёл на работу в Институт проблем экологии и эволюции. В 1971 году назначен директором гидробиологической станции «Глубокое озеро», которая пребывала в запустении и усилиями Смирнова была восстановлена. В 1990-х годах преподавал курс по зоопланктону в Гентском университете.

## Научные достижения
Принимал участие в многочисленных экспедициях в Сомали (1971), Ирак (1974), Австралию (1975), Аргентину (1981), Никарагуа (1985, 1988) и Мексику (1998). В 2001 году получил грант Академии наук Бельгии. Составил определители по мировой фауне ракообразных семейств Macrothricidae и Moinidae. Произвёл ревизию систематики австралийских Cladocera. Участвовал в составлении восьми томов англо-русских и русско-английских биологических словарей. Автор ряда работ по английской филологии.

## Публикации
Автор множества публикаций, в том числе двух томов Фауны СССР:

### Монографии
- Смирнов Н. Н. Англо-русский гидробиологический словарь. — М.: Гостехиздат, 1955. — 168 с.
- Смирнов Н. Н. Chydoridae фауны мира // Фауна СССР. Ракообразные. — Л.: Наука, 1971. — Т. 1, вып. 2. — 531 с. — (Новая серия № 101).
- Смирнов Н. Н. Macrothricidae и Moinidae фауны мира // Фауна СССР. Ракообразные. — Л.: Наука, 1976. — Т. 1, вып. 3. — 238 с. — (Новая серия № 112).
- Чибисова О. И., Смирнов Н. Н., Васецкий С. Г. Англо-русский биологический словарь. — М.: Руссо, 2000. — 735 с. — ISBN 5-88721-157-1.
- Смирнов Н. Н. Историческая экология пресноводных зооценозов. — М.: Товарищество науч. изд. КМК, 2010. — 225 с. — ISBN 978-5-87317-646-5.
- Смирнов Н. Н., Панов Е. Н., Михеев В. Н. Словарь по экологии, этологии и охотоведению: Русско-английский и англо-русский. — М.: Либроком, 2014. — 416 с. — ISBN 978-5-397-03993-2.
- Smirnov N. N. Physiology of the Cladocera: second edition. — Amsterdam: Elsevier Inc., 2017. — 401 p. — ISBN 9780128051948.

### Статьи
- Smirnov N. N., Timms B. V. A revision of the Australian Cladocera (Crustacea) (англ.) // Records of the Australian Museum : journal. — 1983. — Vol. 1. — P. 1—132. — ISSN 0067-1975.
- Smirnov N. N. Mesozoic Anomopoda (Crustacea) from Mongolia (англ.) // Zoological Journal of the Linnean Society : journal. — 1992. — Vol. 104. — P. 97—116. — ISSN 0024-4082.
- Smirnov N. N. A revision of the genus Camptocercus (Anomopoda, Chydoridae, Aloninae) (англ.) // Hydrobiologia : journal. — 1998. — Vol. 386, no. 1—3. — P. 63—83. — ISSN 0018-8158.
- Smirnov N. N. Check-list of the South-African Cladocera (Crustacea: Branchiopoda) (англ.) // Zootaxa : journal. — 2008. — Vol. 1788. — P. 47—56. — ISSN 1175-5326.
- Smirnov N. N., Kotov A. A. The morphological radiation of setae in the Cladocera (Crustacea) and their potential for morphogenesis (англ.) // International Review of Hydrobiology : journal. — 2010. — Vol. 95, no. 6. — P. 482—519. — ISSN 1434-2944.
- Смирнов Н. Н. Современное состояние и перспективы исследований физиологии ветвистоусых ракообразных (Cladocera, Crustacea) // Зоологический журнал : Журнал. — 2016. — Т. 95, № 7. — С. 788—804. — ISSN 0044-5134.